# 近铁50000系电力动车组
近铁50000系电车（日语：／ kintetsu50000kei densha ?）是近畿日本铁道使用的一款电联车，于2013年3月起以特急列車「志摩之風」（日语：／／）的暱稱開始營運。

## 历史
自1990年代中期以来，访问伊势志摩和乘坐特急电车的旅客数量不断下降中，为了振兴旅游并展示特急电车的未来，近畿铁道进行了新车型的设计和开发。
2010年5月12日：近铁召开新闻发布会，近铁社长小林哲也宣布以2013年伊势神宫举办的第62回神宫式年迁宫为契机，计划开行前往伊势志摩方向的新型观光特急电车。
2011年7月1日：近铁正式宣布计划于2013年春季起开行大阪、名古屋至伊势志摩间的观光特急电车。同时发布了列车的正式涂装。本車型1編組造價約為18億5000萬日圓，近铁當時訂造2列本型車，共計37億日圓。
2012年9月28日：近铁公布新型观光特急昵称“しまかぜ”，同时首次公开列车造型。
2012年11月7日：第1編組(SV01編組)开始试运行。
2012年12月25日：第2編組(SV02編組)首度試運行。
2013年3月2日：近铁举行免费试乘活动。
2013年3月16日：近铁举办付费试乘活动。
2013年3月17日：在青山町车库举办包括近铁20000系，近铁15200系电车的拍摄活动。
2013年3月21日：近铁正式开行从大阪难波站和近铁名古屋站至伊势志摩地区贤岛站间的特急电车Shimakaze。
2014年5月26日：Shimakaze荣获蓝丝带奖。於頒獎典禮同時宣布再斥資14億5000萬日圓追加訂造第3編組。用於京都始发的特急电车Shimakaze。
2014年9月8日：第3編組(SV03編組，京都~賢島專用車)在高安至京都段进行了试运行。
2014年10月10日：开行京都始发的特急电车Shimakaze。到2014年底，近畿车辆共制造了3组x6辆编组共18列车厢。

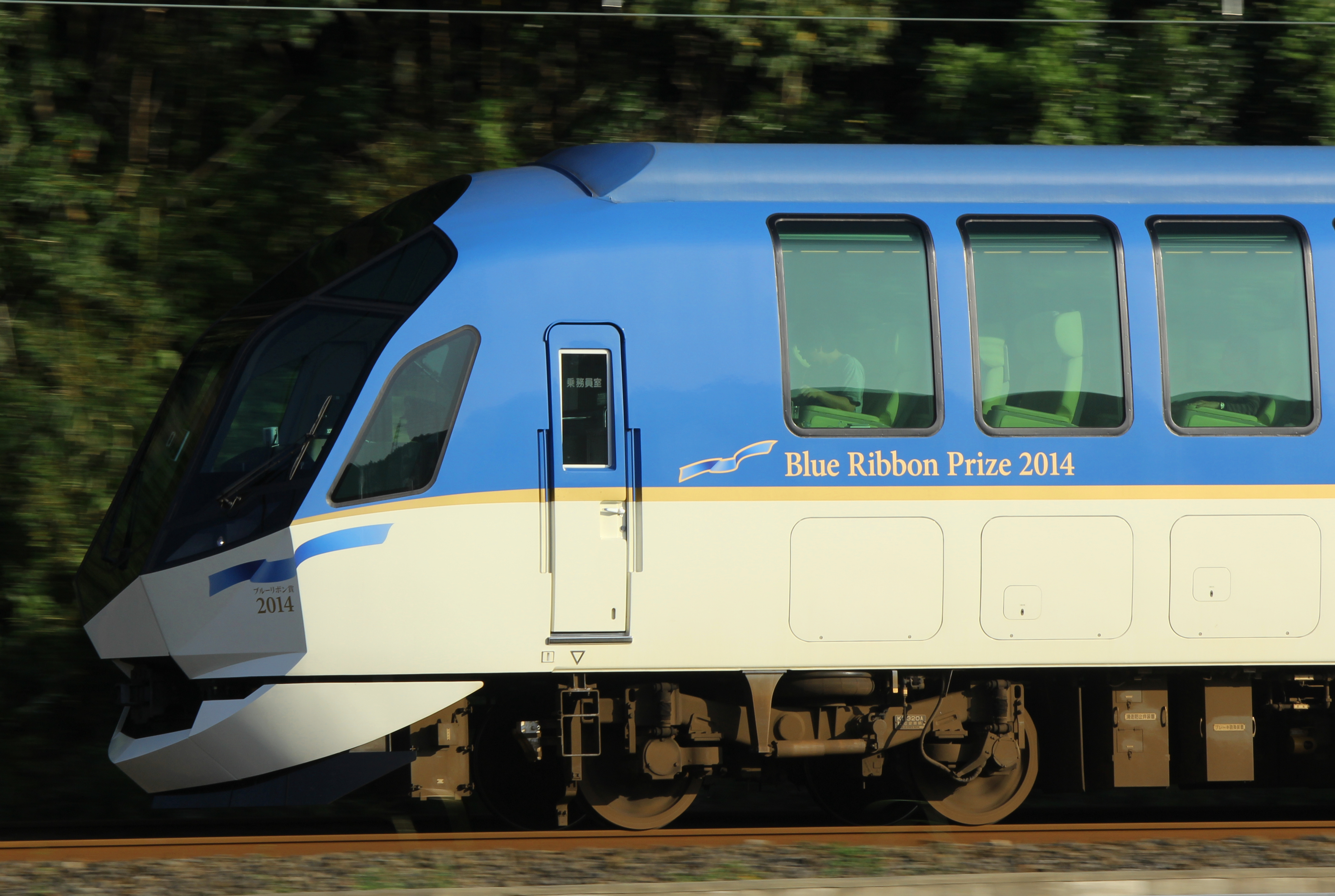
2014年蓝丝带奖纪念版Shimakaze开行。

## 运行
本型列车于2013年3月21日起在每日运行的 Shimakaze 特急上投入使用，来往于大阪难波站、近铁名古屋站和贤岛站。在已有的基本票价和特急票价外，乘坐此车还需支付额外费用。
2014年10月10日，專為京都开行的电车而量身訂做的第3列投入營運，来往于京都站和贤岛站。
大阪难波，京都，近铁名古屋开行的电车为每周6班，每天1班。但在春假，暑假，黄金周和年末年初时每日开行。基本上，3列當中必須有1列進行維護保養，大阪难波班次每週二停駛，京都班次每週三停駛，近铁名古屋班次每週四停駛。

## 编组
| 运行区间                       | ←大阪难波·京都·近铁名古屋方向贤岛方向→ | ←大阪难波·京都·近铁名古屋方向贤岛方向→ | ←大阪难波·京都·近铁名古屋方向贤岛方向→ | ←大阪难波·京都·近铁名古屋方向贤岛方向→ | ←大阪难波·京都·近铁名古屋方向贤岛方向→               | ←大阪难波·京都·近铁名古屋方向贤岛方向→ |
| ------------------------------ | -------------------------------------- | -------------------------------------- | -------------------------------------- | -------------------------------------- | ---------------------------------------------------- | -------------------------------------- |
| 車廂（大阪難波、京都發車適用） | 6                                      | 5                                      | 4                                      | 3                                      | 2                                                    | 1                                      |
| 車廂（近鐵名古屋發車適用）     | 1                                      | 2                                      | 3                                      | 4                                      | 5                                                    | 6                                      |
| 编号                           | Ku 50100                               | Mo 50200                               | Mo 50300                               | Sa 50400                               | Mo 50500                                             | Ku 50600                               |
| 车辆照片                       |                                        |                                        |                                        |                                        |                                                      |                                        |
| 核载                           | 27                                     | 30                                     | 26                                     | 19                                     | 26+2                                                 | 27                                     |
| 重量(吨)                       | 44.0                                   | 49.0                                   | 47.0                                   | 39.0                                   | 49.0                                                 | 44.0                                   |
| 座席種別                       | Premium Seat                           | Premium Seat                           | 沙龙座席,和式套房,洋式套房             | 咖啡廳车厢                             | Premium Seat                                         | Premium Seat                           |
| 设施                           | 储物柜，车内售卖准备室                 | 无障碍卫生间，化妆间，自动贩卖机       | 卫生间，化妆间，吸烟室                 | 车内售卖准备室，厨房，                 | 无障碍卫生间，化妆间，收納式簡易運轉台（檢修入換用） | 储物柜，车内售卖准备室                 |

| \| 編组名稱 \| 出廠日期 \| 車輛配置 \| 製造厂商 \| 機電系統 \| 主要運用 \| 備註 \| \| -------- \| ------------- \| -------- \| -------- \| -------- \| ------------------------------------------------------ \| --------------------- \| \| SV01 \| 2012年9月27日 \| 高安 \| 近畿車輛 \| 三菱電機 \| 阪伊路線（大阪難波~賢島）、名伊路線（近鐵名古屋~賢島） \| \| \| SV02 \| 2012年11月9日 \| 高安 \| 近畿車輛 \| 三菱電機 \| 阪伊路線（大阪難波~賢島）、名伊路線（近鐵名古屋~賢島） \| \| \| SV03 \| 2014年8月19日 \| 高安 \| 近畿車輛 \| 三菱電機 \| 京伊路線（京都~賢島） \| 京都~賢島車次專用編組 \| |               |          |          |          |                                                        |                       |
| 編组名稱 | 出廠日期      | 車輛配置 | 製造厂商 | 機電系統 | 主要運用                                               | 備註                  |
| SV01 | 2012年9月27日 | 高安     | 近畿車輛 | 三菱電機 | 阪伊路線（大阪難波~賢島）、名伊路線（近鐵名古屋~賢島） |                       |
| SV02 | 2012年11月9日 | 高安     | 近畿車輛 | 三菱電機 | 阪伊路線（大阪難波~賢島）、名伊路線（近鐵名古屋~賢島） |                       |
| SV03 | 2014年8月19日 | 高安     | 近畿車輛 | 三菱電機 | 京伊路線（京都~賢島）                                  | 京都~賢島車次專用編組 |

第二节车厢配有两个、第四、五节车厢各配一个PT126单臂受电弓。
為配合名阪特急車廂順序，阪伊路線、京伊路線使用編組順序為1號車廂朝賢島方向，6號車廂朝大阪難波、京都方向（3號車廂為咖啡廳車廂，4號車廂為團體專用車廂），名伊路線使用編組順序因此號碼對調，則為1號車廂朝近鐵名古屋方向，6號車廂朝賢島方向（4號車廂為咖啡廳車廂，3號車廂為團體專用車廂）。

## 外观
车体采用近铁特急电车通用的普通钢制材料。

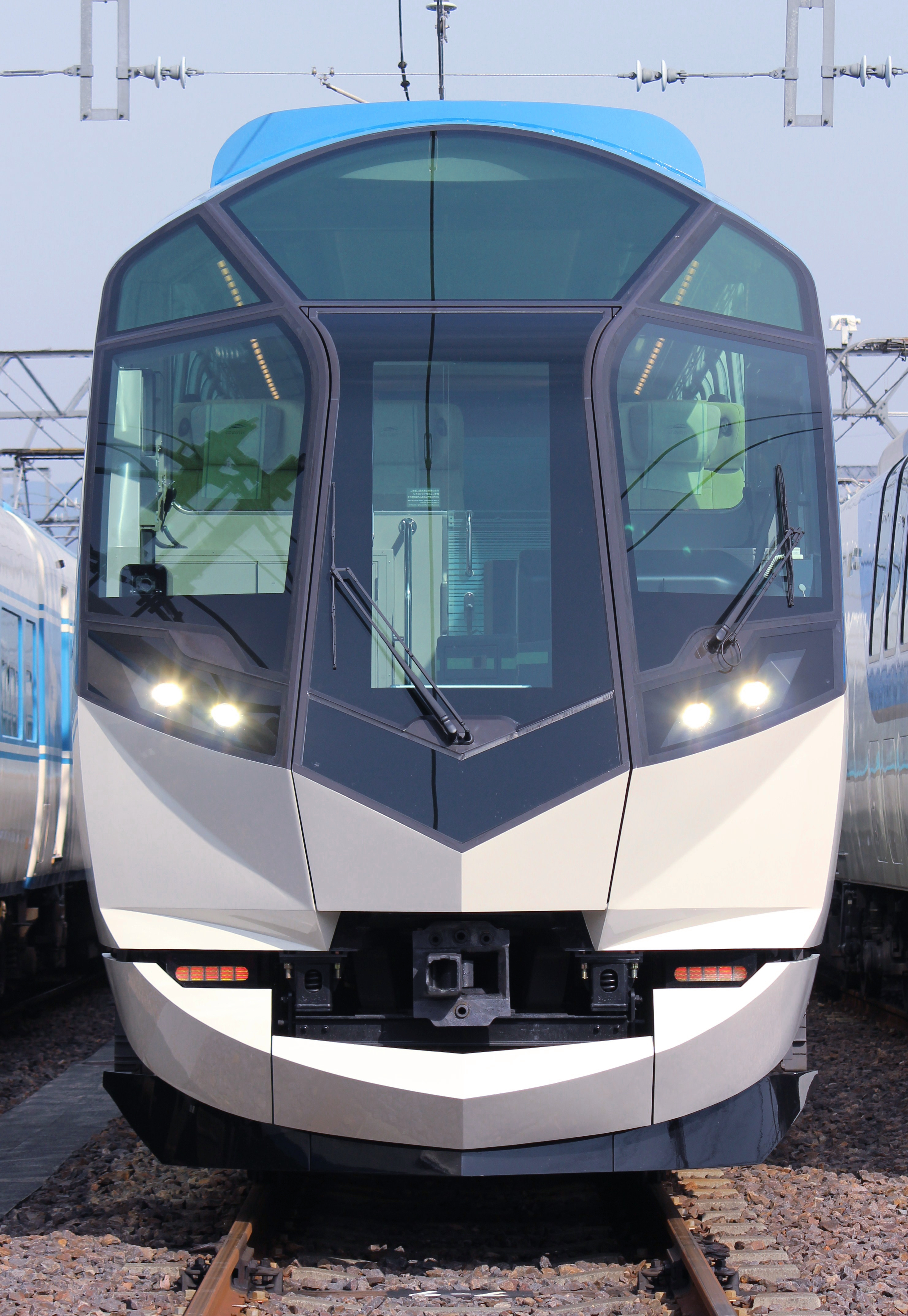
近铁50000系车头正面图

Shimakaze并没有选择近铁特急常见的曲面车头设计而是采用了多面形的车头造型。车头共配置了6面大玻璃，两侧玻璃下各配有2台HID式前照灯。Shimakaze也没有配置近铁电车驾驶室上方常见的前照灯。位于最中央位置的玻璃同时作为紧急出口，采用向上翻转打开的方式。
涂装方面，采用“伊势志摩灿烂星空”为主题的蓝白组合涂装，配有最高级的金色丝带饰带。

## 内部
第1、2、5、6节车厢各配备有2+1列纵深达1.25m的座位。座位为奶油色皮革可调节座椅，有助于乘客放松。 第3节车厢(名古屋發車班次為第4节车厢)为双层餐厅车厢，上下层各配备6个和13个座位。 其中，车厢上层一端配备有波浪形服务台。无障碍卫生间配备有可供乘客更衣的更衣板。车厢也安排了女性化妆室。 第4节车厢(名古屋發車班次為第3节车厢)配备有四人座日式和西式包廂，以及六人座半开放式沙龍座席。另外，專為京都開行的列車而設計訂做的第3編組當中的四人座日式包廂以及双层餐厅车厢上層裝修風格與大阪難波、近鐵名古屋開行的列車款式不同。

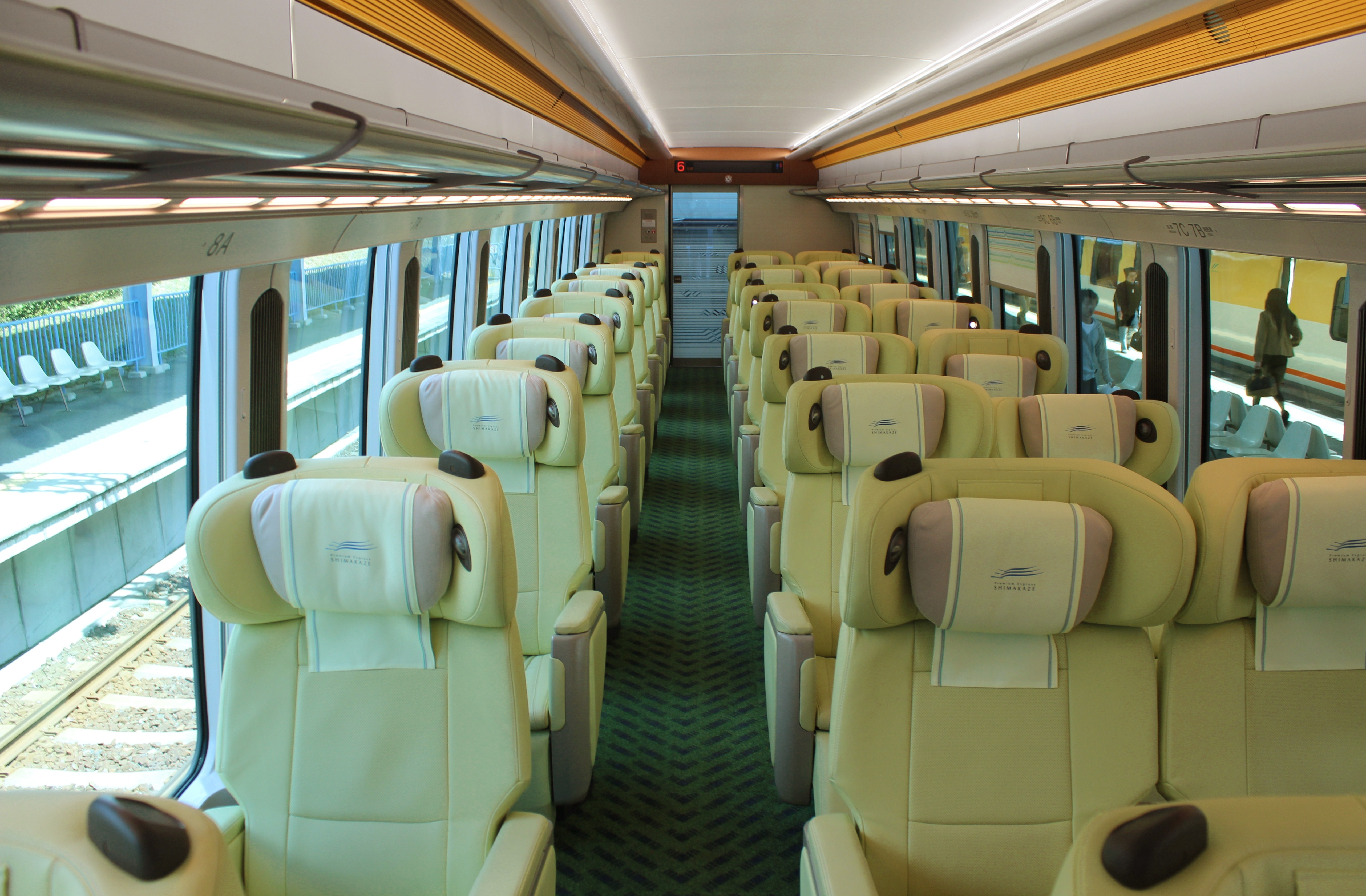
Premium Seat（先頭車，展望設計）
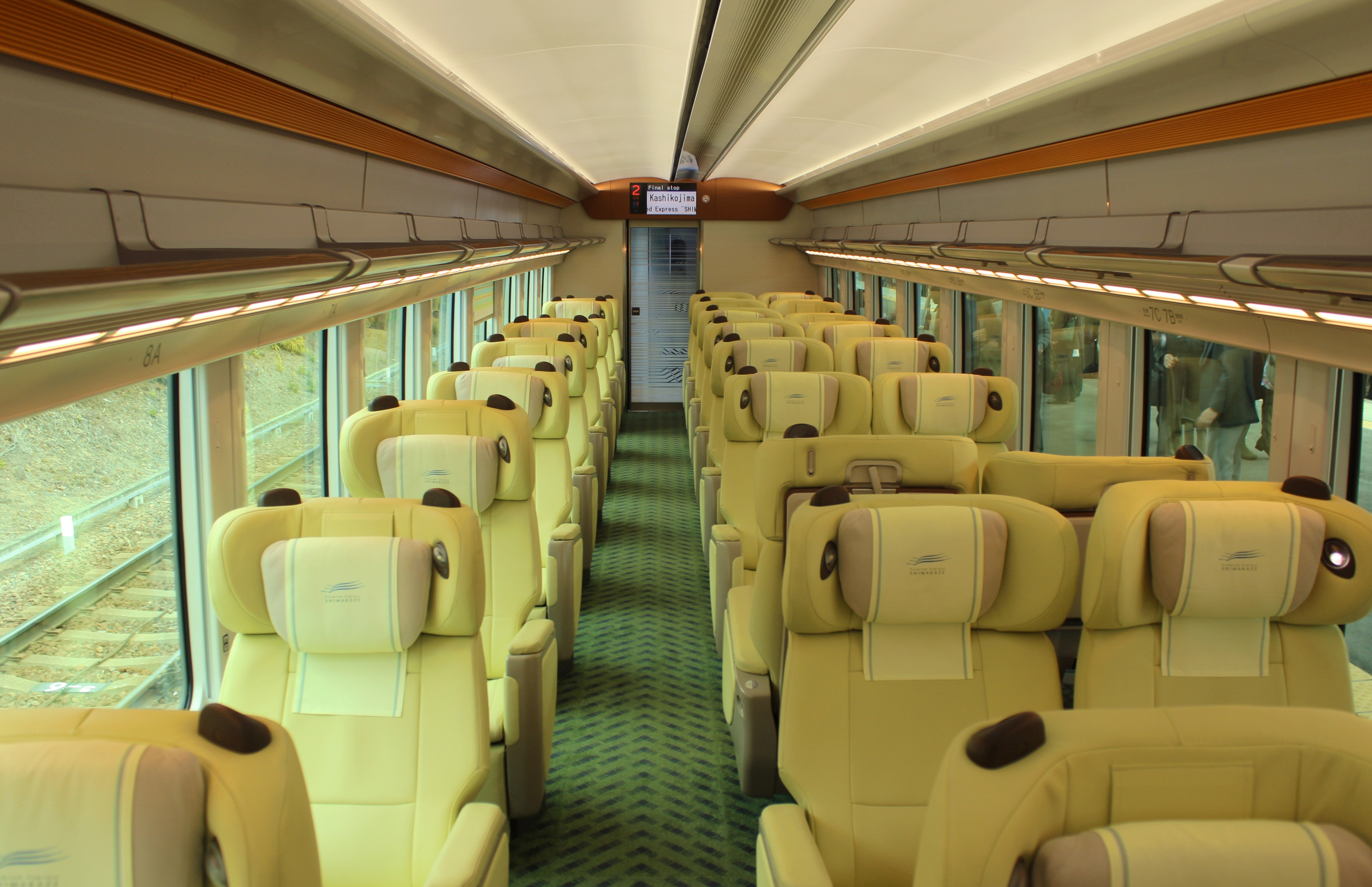
Premium Seat（中間車廂）
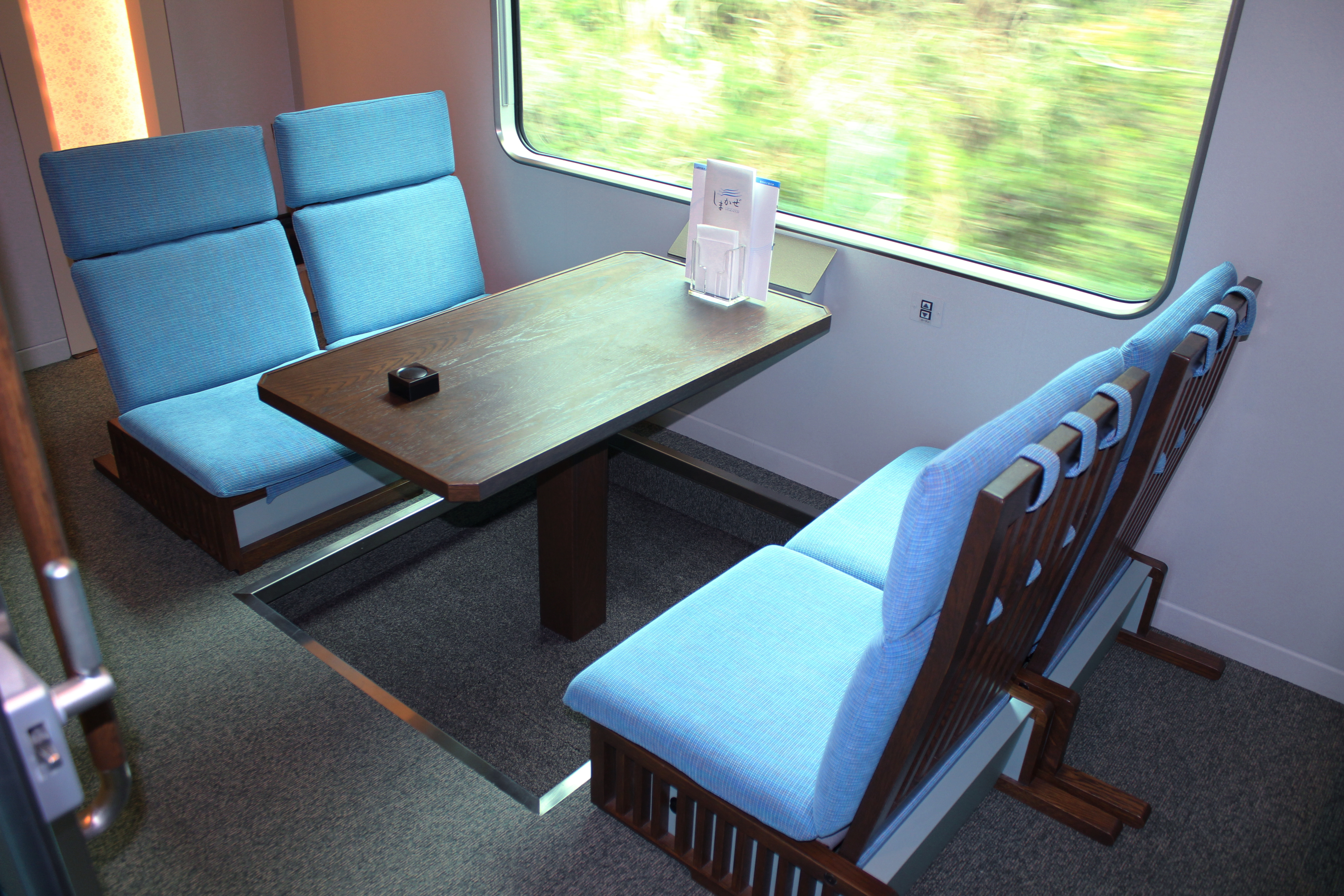
日式包廂（大阪難波、近鐵名古屋開行的列車款式）
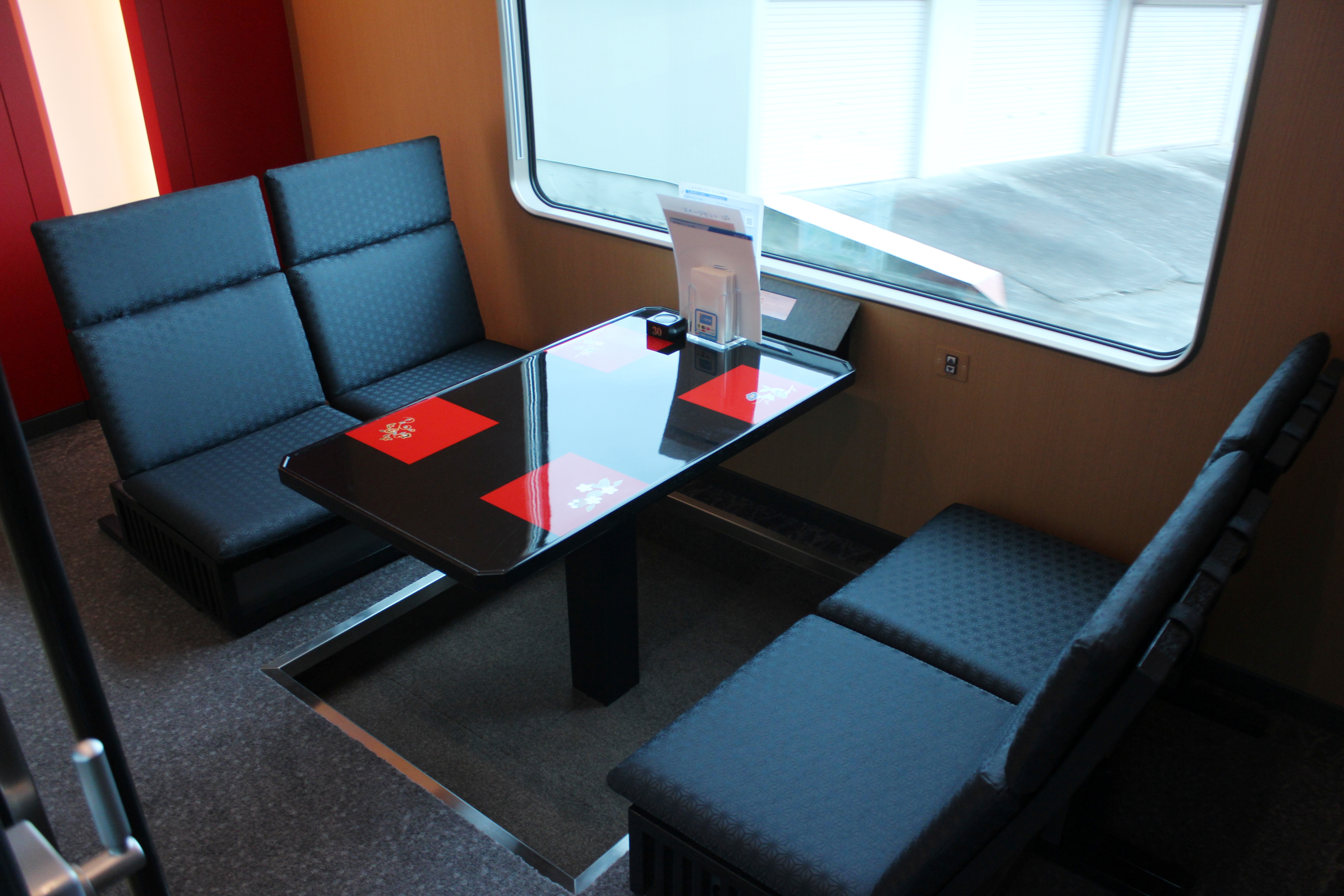
日式包廂（京都開行的列車款式）
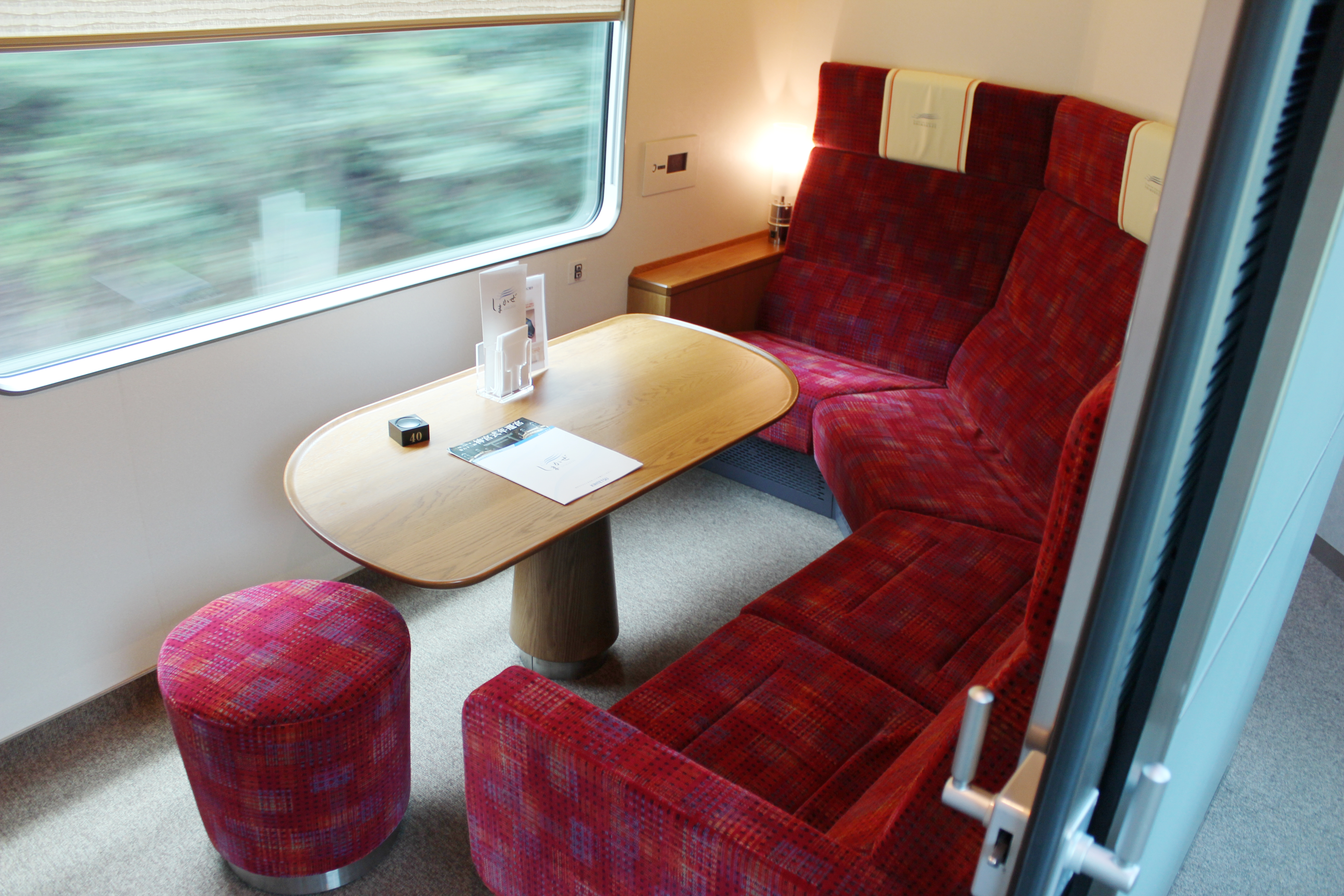
西式包廂
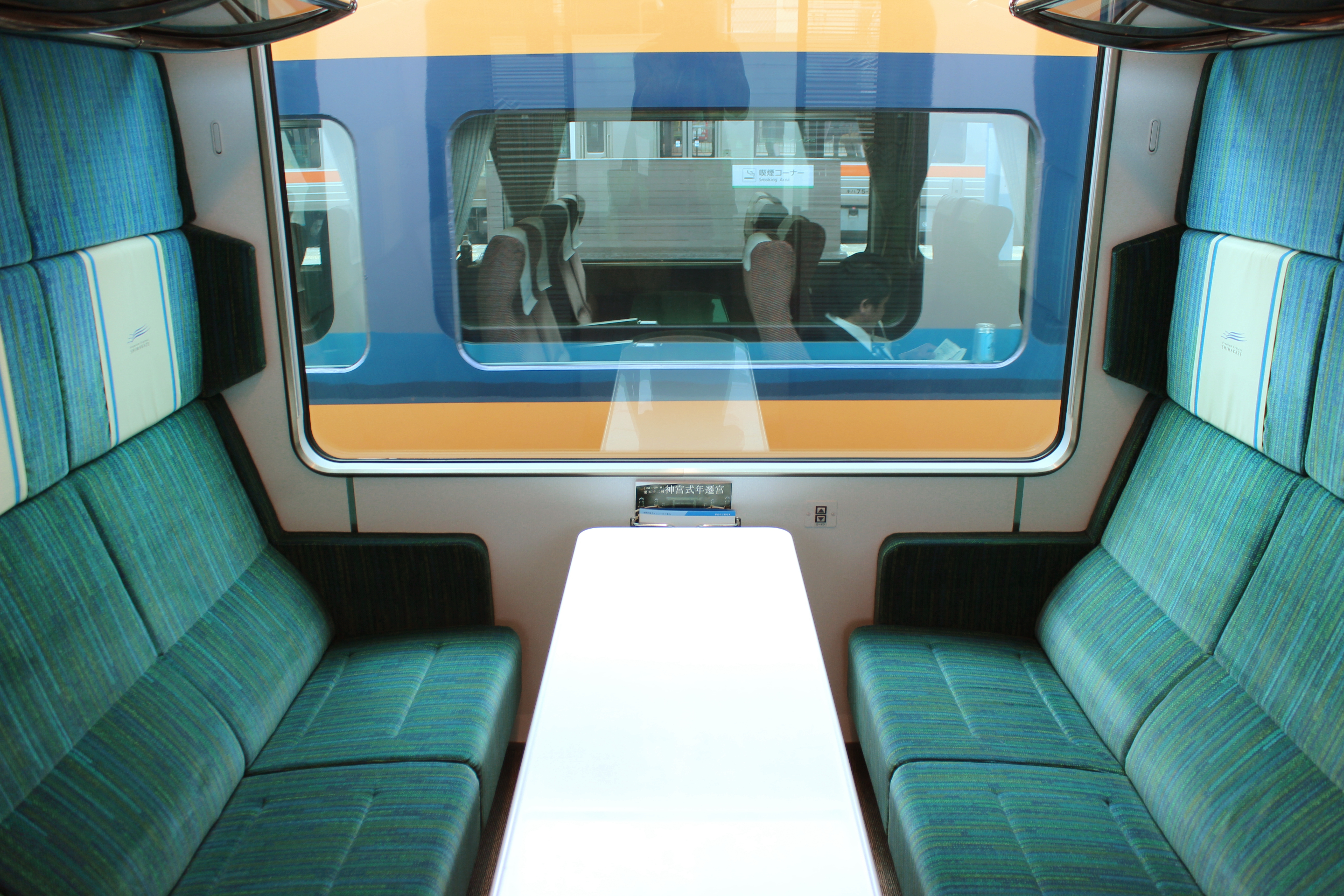
六人座沙龍座席
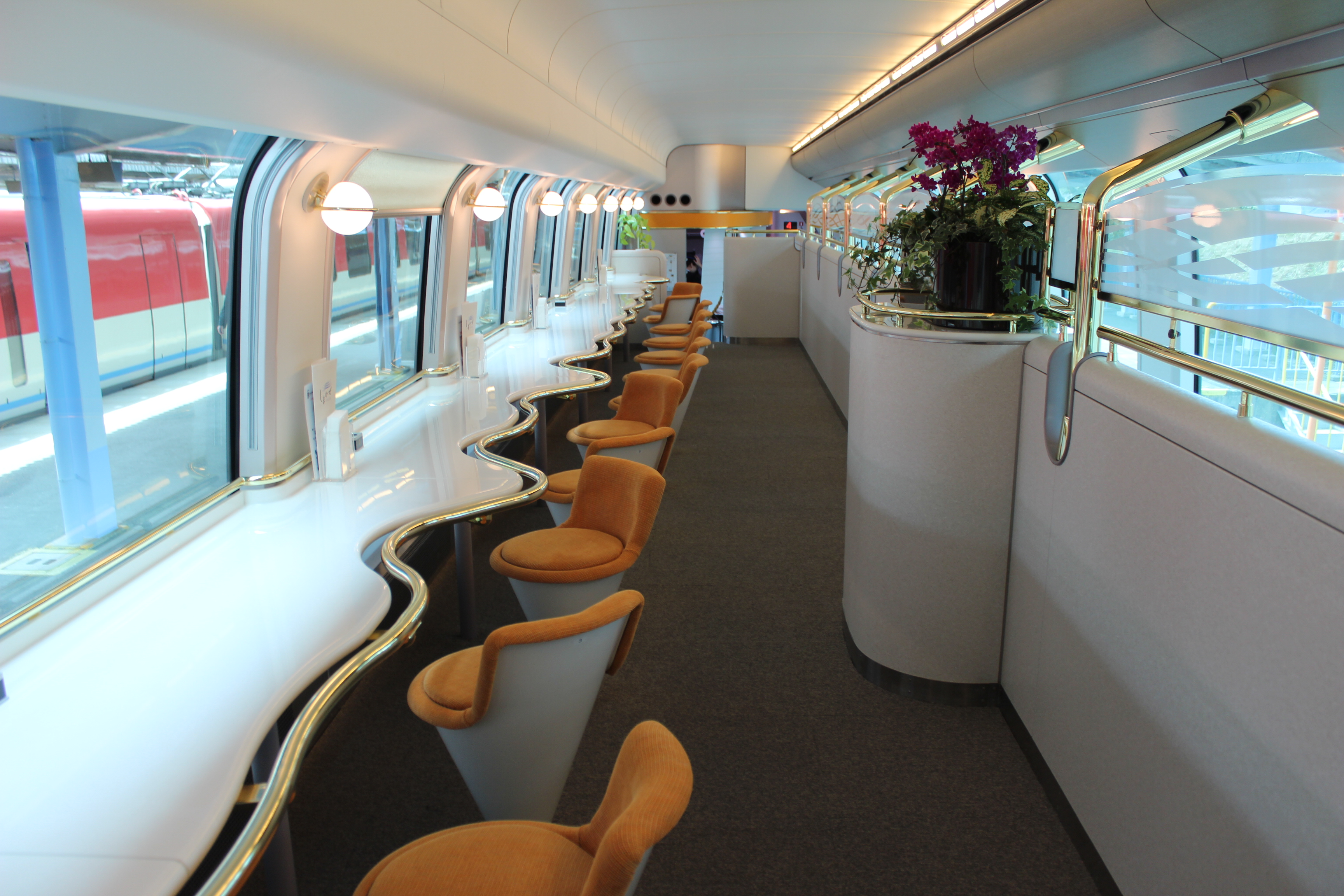
双层餐厅车厢上層（大阪難波、近鐵名古屋開行的列車款式）
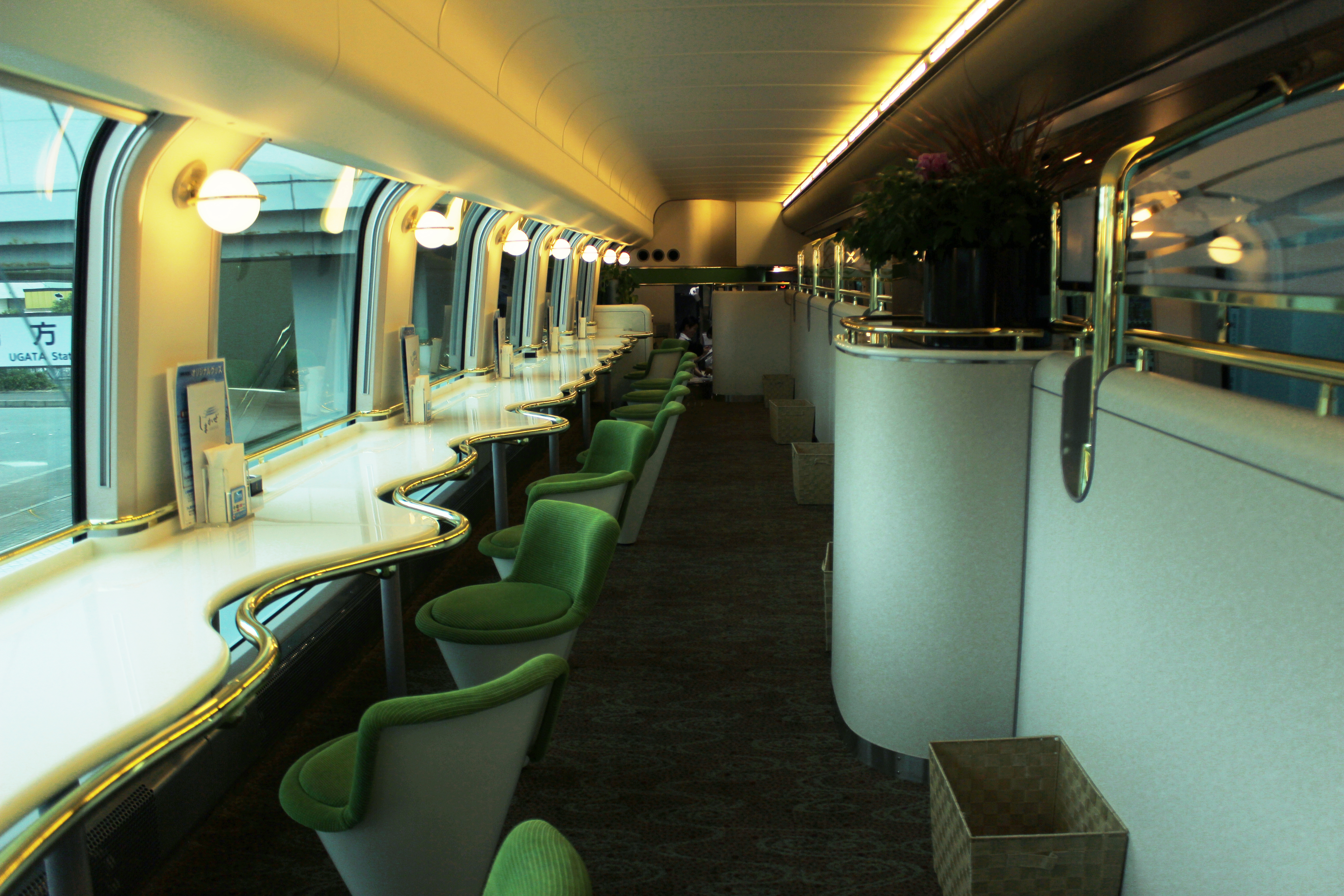
双层餐厅车厢上層（京都開行的列車款式）
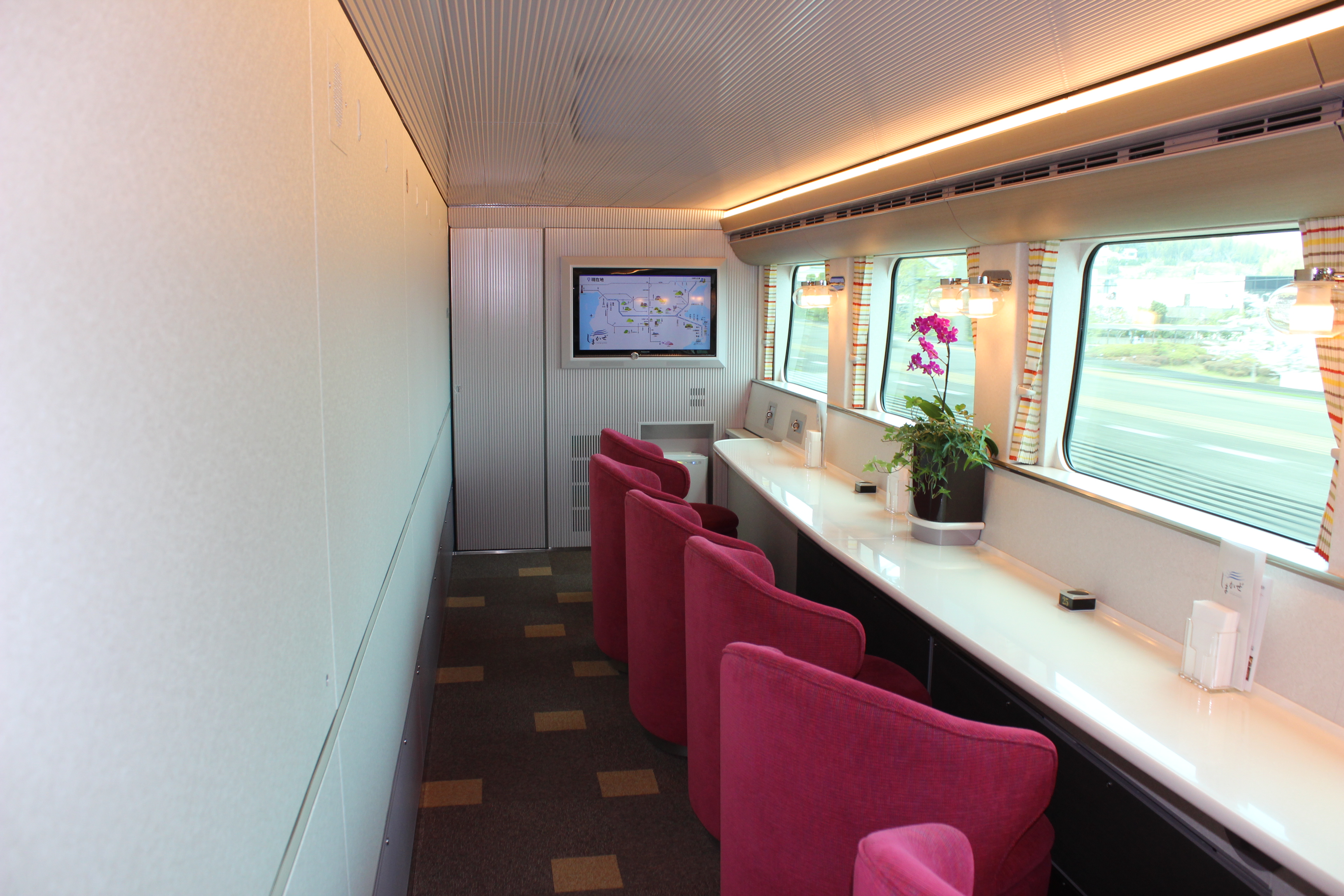
双层餐厅车厢下層

## 转向架
列车使用可变式无承梁转向架。 其中，驱动车厢使用KD-320型，而挂车使用KD-320A型。

## 運用
截至2020年為止，近鐵50000系主要運行大阪難波、京都、近鐵名古屋往返賢島的觀光特急「Shimakaze」，採"兵分三路"運行。

### 阪伊路線（大阪難波=賢島）
車次編號：7001（往賢島）、7600（往大阪難波）
停車站：大阪上本町站、鶴橋站、大和八木站、伊勢市站、宇治山田站、鳥羽站、鵜方站 
行駛日期：每週三至隔週一行駛，每週二停駛

### 京伊路線（京都=賢島）
車次編號：9001K（往賢島）、9400K（往京都）
停車站：近鐵丹波橋站、大和西大寺站、大和八木站、伊勢市站、宇治山田站、鳥羽站、鵜方站
行駛日期：每週四至隔週二行駛，每週三停駛

### 名伊路線（近鐵名古屋=賢島）
車次編號：7011（往賢島）、7510（往名古屋）
停車站：近鐵四日市站、伊勢市站、宇治山田站、鳥羽站、鵜方站
行駛日期：每週五至隔週三行駛，每週四停駛
備註：列車停站方式與甲特急一樣，但設有千鳥停車關係。當中阪伊、名伊甲特急在大和八木站與近鐵四日市站通過，但「Shimakaze」則停站。但甲特急班次停津站與志摩磯部站，「Shimakaze」則通過。